# Слепянка
Слепянка — микрорайон в составе Партизанского района Минска, бывший пригород в северо-восточной части Минска.

## Расположение

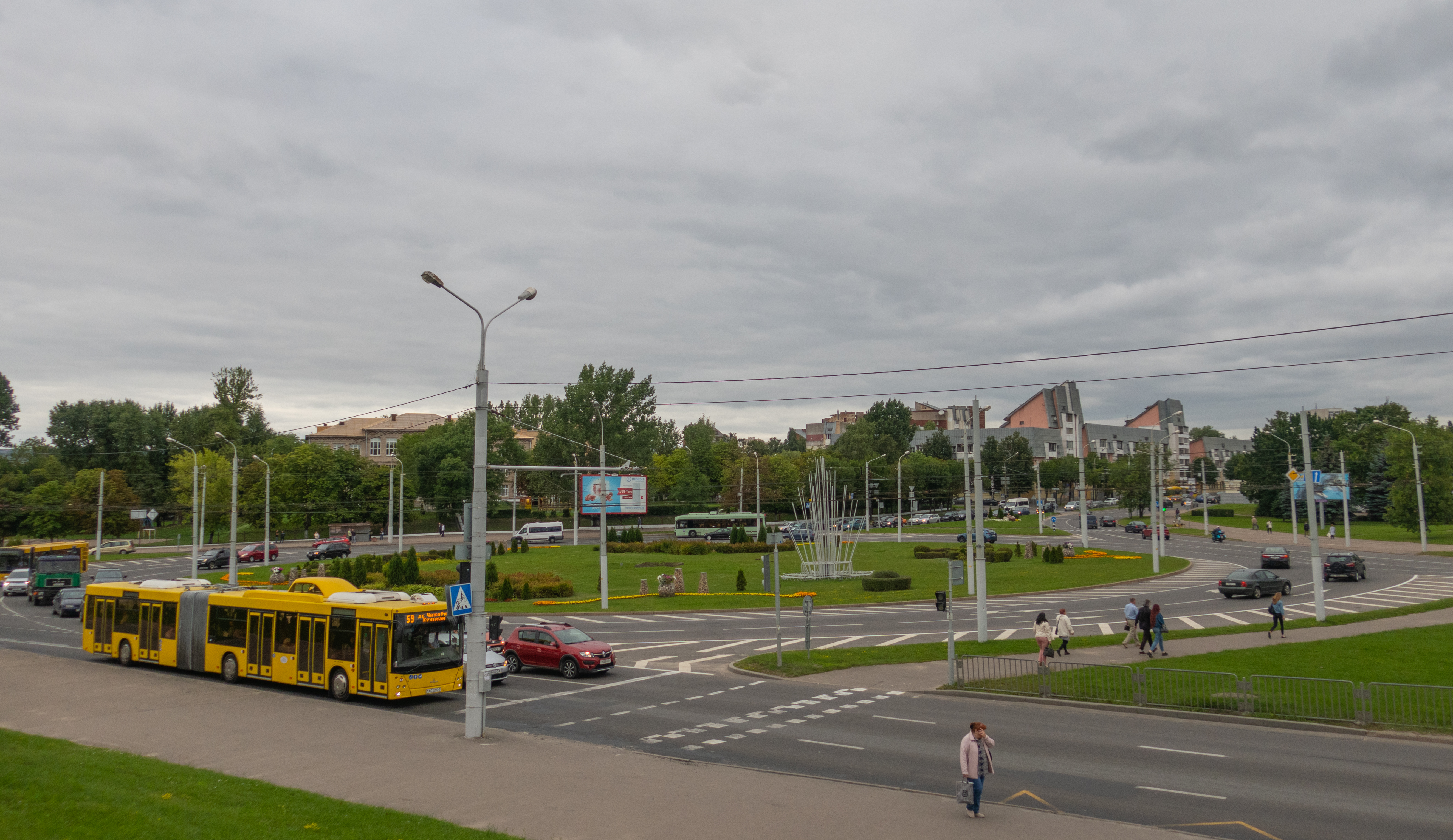
Запорожская площадь.

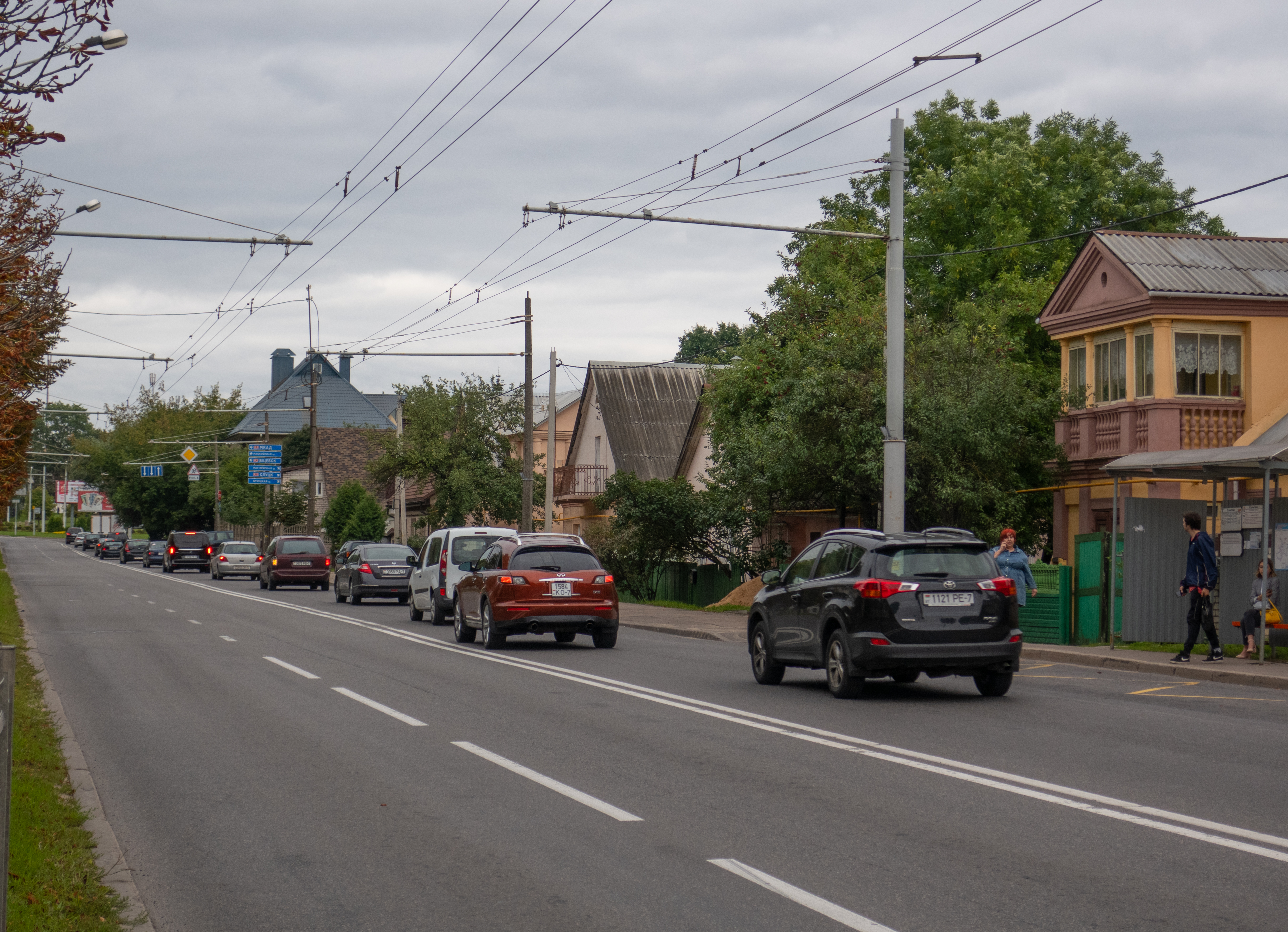
Улица Столетова.

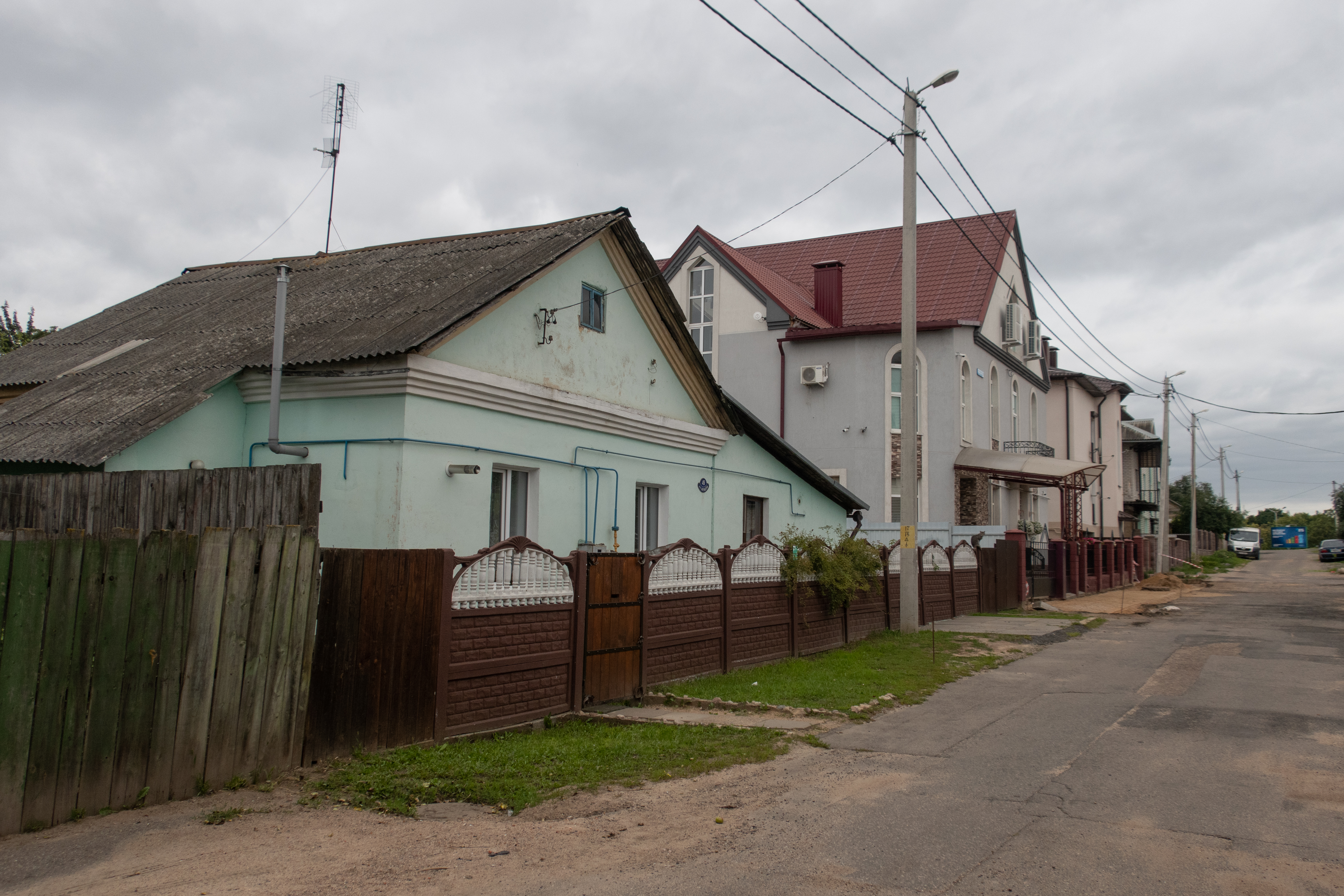
Улица Багратиона.

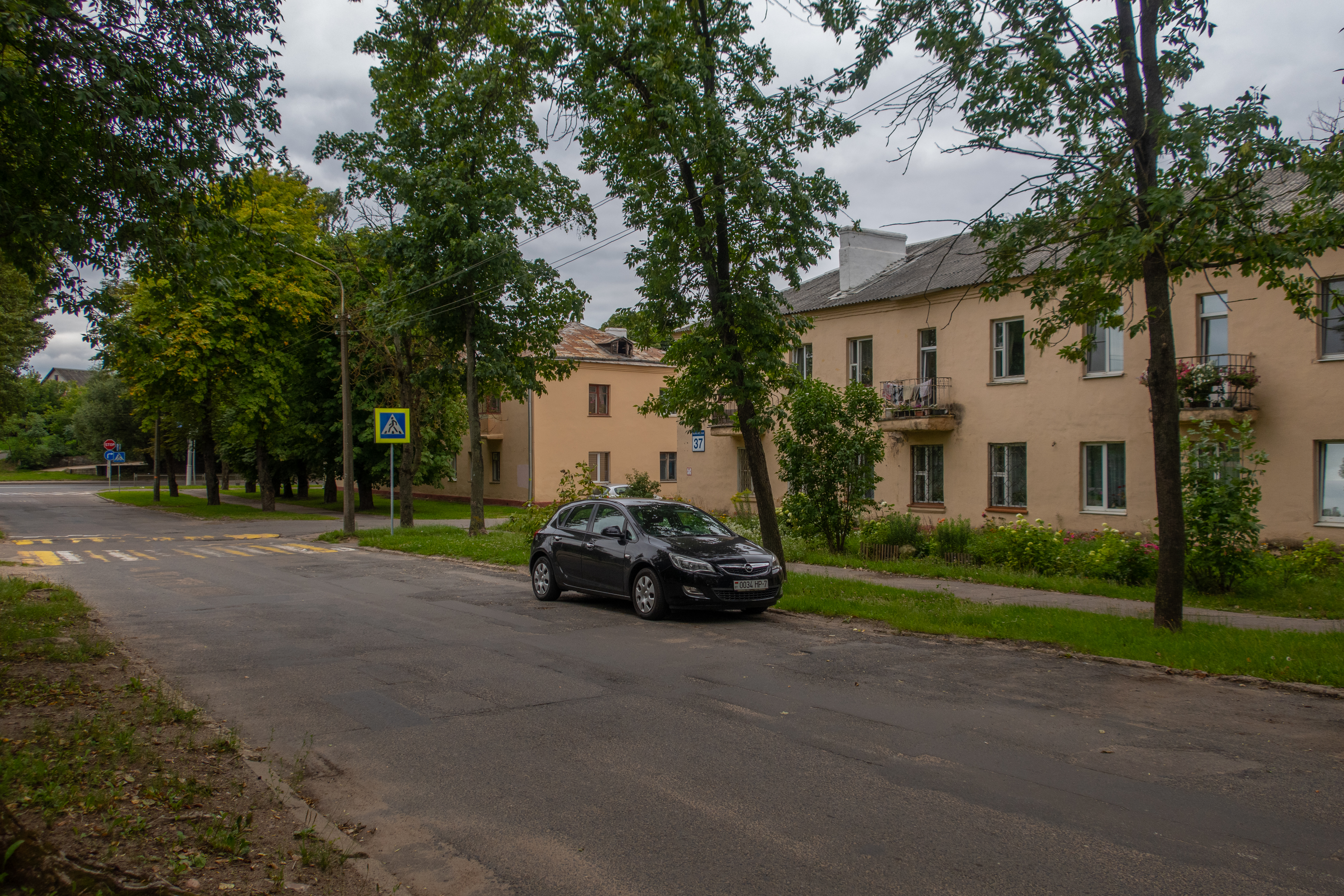
Улица Авангардная.

К северу от железной дороги Оршанского направления в пределах территории, ограниченной улицей Фроликова, Слепянской водной системой, детской железной дорогой, границей лесопаркового массива «Сосновый бор».

## Основные улицы
Улицы Уральская, Менделеева, Аннаева, Столетова, Филимонова, 1-й и 2-й переулки Багратиона, Запорожская, Авангардная, Передовая.

## Гидрография
Река Слепянка (Слепня) — левый приток Свислочи, берущий начало на северо-восточной окраине Минска и впадающий в Чижовское водохранилище.
На протяжении от Староборисовского тракта до улицы Долгобродской река зарегулирована с каскадом прудов и искусственных порогов и небольших водопадов.

## История
Река Слепянка (Слепня) и поселения, производные от этого топонима, упоминаются в документах с XVI века. Вероятно, первое документальное упоминание топонима «Слепня» появляется в инвентарии панства Смолевичи (или Смольневичи/Смальневичи), ранее входившего в Логожскую волость, в 1588 г. после его перехода во владение старосты борисовского, будущего гетмана великого литовского Криштофа Радзивилла Перуна. Там упоминается входящий в панство двор Слепня с населением 40 «людей непохожих», который находился на территории современного Минска к востоку от тогдашнего города. На землях двора Слепня в дальнейшем возникли селища и фольварки Озерище, Уручье, Зелёный Лог (Луг), Комаровка и некоторые другие, названия которых сохранились в минской топонимике. Маловероятно, что эта местность изначально относилась к Логожской волости, но сведений о её истории до 1580-х годов не сохранилось. Когда и как Слепня вошла в панство Смолевичи, неизвестно. 
В дальнейшем выделялся ручей Слепянка с лесным массивом, от которого происходят название селений Большая Слепня (находилась на месте Национальной библиотеки и начала микрорайона «Восток»), Большая Слепянка (в районе современной улицы Парниковой) с одноименным фольварком и Малая Слепянка (в районе современного 1-го пер. Менделеева). В акте Виленской археографической комиссией написано: «…за Слепнёю по гостинцу, который к городу идет». Территория деревень с начала XIX в. принадлежала известному белорусскому шляхетскому роду Ваньковичей, тогда же у фольварка Большая Слепянка была выстроена загородная усадьба, сохранившаяся до сих пор.
В начале 30-х годов XX века деревня Большая Слепня была преобразована в колхоз «Большевик», Малая Слепянка — в колхоз им. Дзержинского и свиноводческий совхоз им. Червякова. Кроме того, существовавшее ещё до революции парниковое хозяйство близ деревни Большая Слепянка было превращено в овощеводческий совхоз им. Буденного, рядом же, в пойме реки, находилась опытная картофельная станция. В усадьбе Ваньковичей располагалась школа младшего командного состава НКВД БССР. В прилегающем лесном массиве находились дом отдыха Совнаркома БССР, а также дача наркома внутренних дел БССР Цанавы Л. Ф.
В состав города территория между железной дорогой и деревней Малая Слепянка была включена в 1949 г. как посёлок индивидуальной жилой застройки работников Минского тракторного завода, деревни Большая Слепня (частично; окончательно к 1965 г., с началом строительства микрорайона «Восток») и Малая Слепянка — в 1959 г., деревня Большая Слепянка — после 1980 г. В настоящее время название «Слепянка» относится только к району бывшей деревни Малая Слепянка, заводскому посёлку и прилегающим территориям (см. выше).

## Транспорт
- Автобусы:

1. 14 — ДС "Восточная — Степянка
2. 19 — ДС «Карастояновой» — Слепянка
3. 20с - ДС "Ангарская-4" - ст.м. Академия Наук
4. 27 — ДС «Ангарская 4» — Сосновый бор
5. 59 — ДС «Чижовка» — Комаровский рынок
6. 76э — ДС «Ангарская 4» — ТД Ждановичи
7. 84 — ДС «Малиновка 4» — Слепянка
8. 87с — ДС «Зеленый луг 6» — АС «Автозаводская»

- Троллейбусы:

1. 33 — ДС «Дражня» — ДС «Одоевского»
2. 34 — ДС «Ангарская 4» — Зеленый луг 3
3. 35 — ДС «Славинского» — ДС «Серебрянка»
4. 41 — ДС «Уручье 2» — ДС «Малинина»
5. 42 — ДС «Уручье 4» — ДС «Дражня»
6. 92 — ДС «Карастояновой» — ДС «Чижовка 6»

- Маршрутное такси: 1097, 1119, 1183, 1187.
- Пригородные электропоезда: остановочные пункты «Тракторный», остановочный пункт "Товарный двор"Оршанского направления. Остановочный пункт Товарный двор с 2016 года закрыт.